# Mažeikiai
Mažeikiai (žemaitiska Mažeikē, polska Możejki, tyska Moscheiken) är en stad i Telšiai län i Litauen. Staden har 35 634 invånare år 2015.
Den svenska influencern Ben Mitkus föddes i Mažeikiai.

## Sport
- FK Atmosfera (2012)